# Cyrtochilum rostratum
Cyrtochilum rostratum är en orkidéart som beskrevs av Rudolf Schlechter. Cyrtochilum rostratum ingår i släktet Cyrtochilum, och familjen orkidéer.
Artens utbredningsområde är Colombia. Inga underarter finns listade i Catalogue of Life.